# Cirque Olympique
El Cirque Olympique de París, también conocido como Cirque Franconi, fue una compañía de teatro ecuestre francesa, fundada en 1782 por el inglés Philip Astley, pionero de la pista de circo moderna. Originalmente, fue conocido como Cirque d'Astley o Cirque Anglais. Es reconocido por convertirse en el primer circo estable de Francia.

## Historia

### Amphithéatre Anglais
El Teatro de Astley, el Amphithéâtre Anglais o Amphithéâtre d'Astley, fue el primer circo estable construido para este propósito en Francia. Estaba ubicado en la Rue du Faubourg du Temple. Era un teatro redondo de madera, con dos niveles de asientos e iluminado por 2 000 velas. Estaba abierto cuatro meses al año, tiempo en el que se representaban números ecuestres alternados con malabares y otras actuaciones.

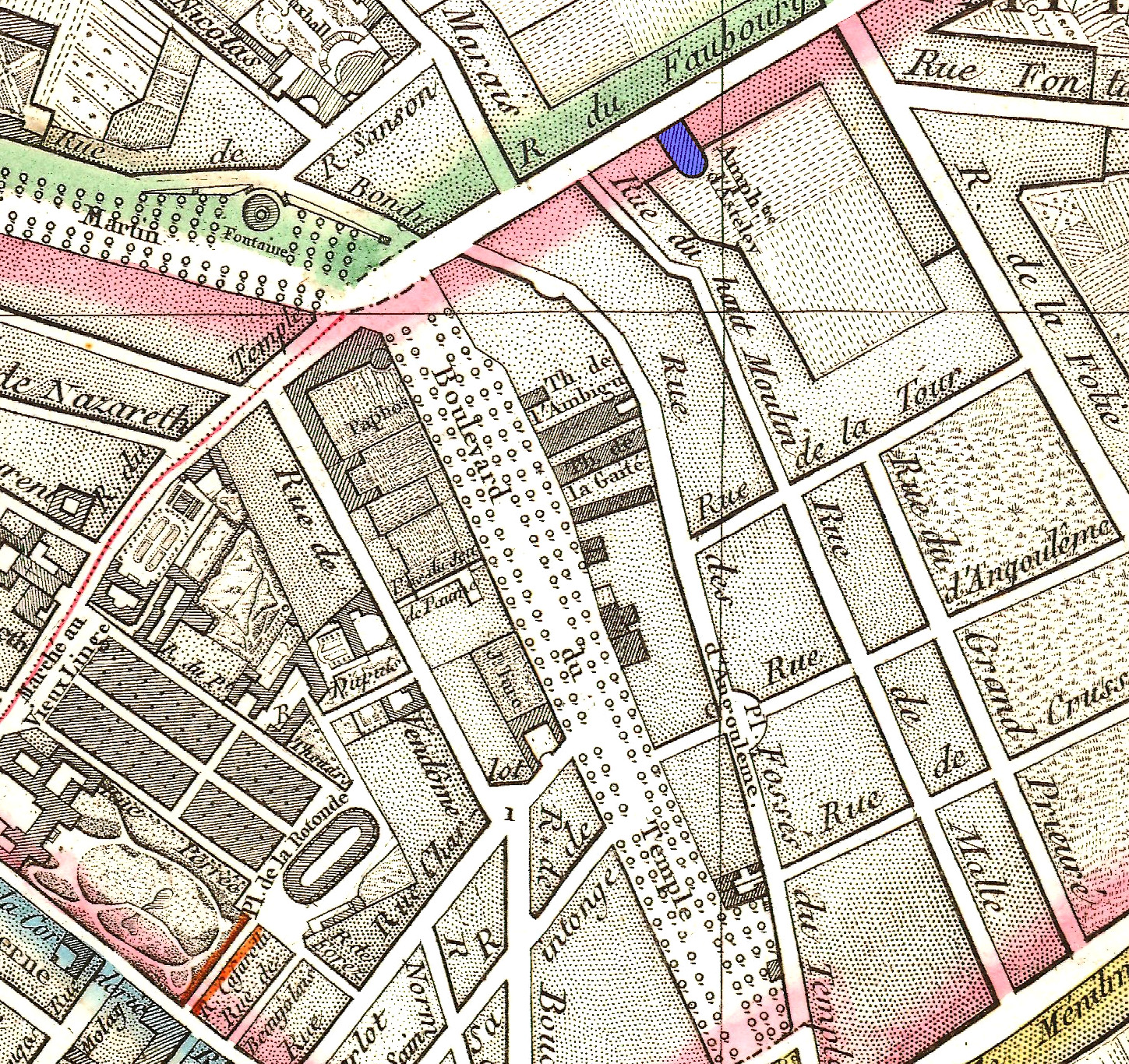
El Amphithéâtre d'Astley (en azul) en un mapa de París de 1814.
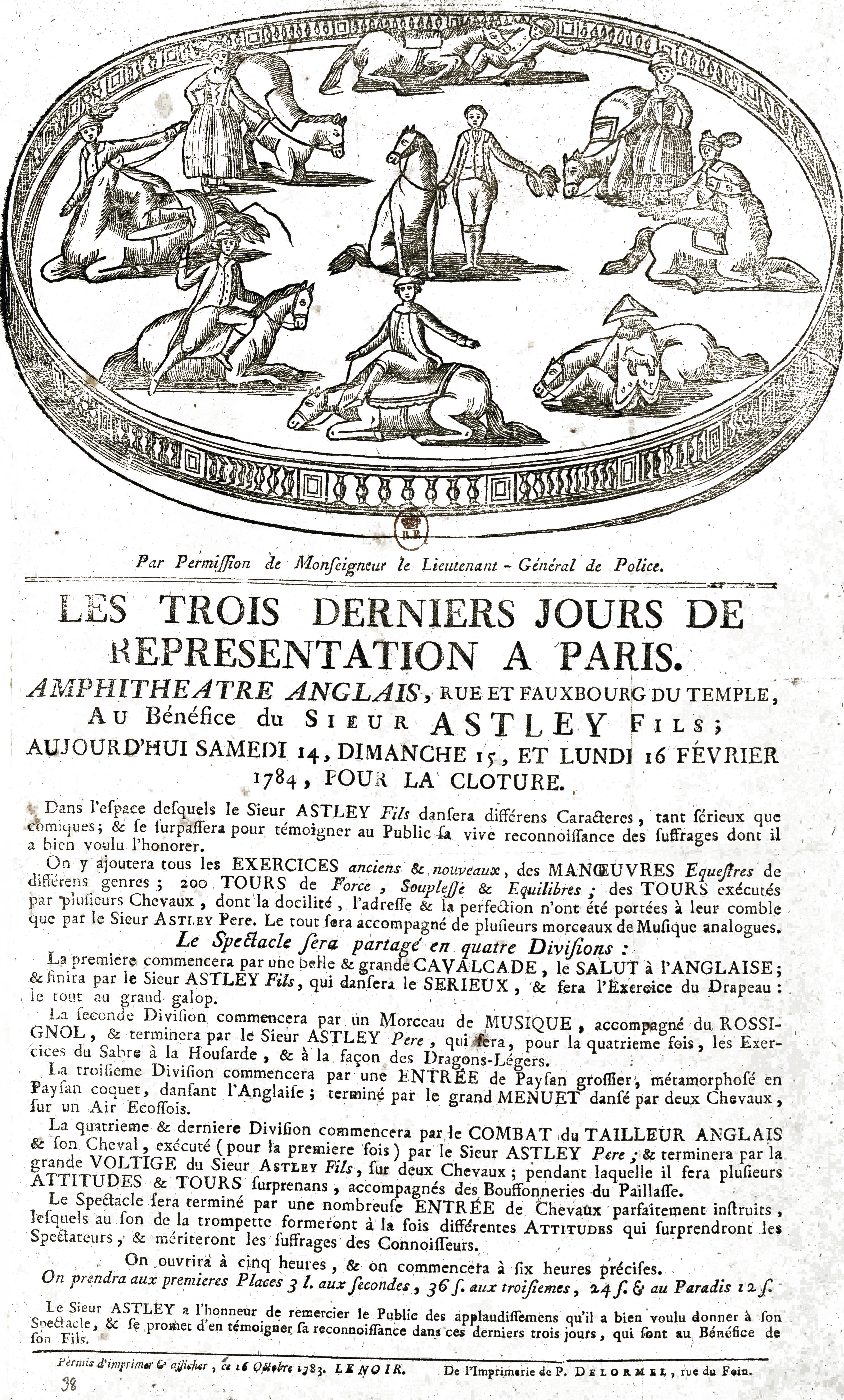
Anuncio de los últimos tres días de la temporada de 1784 del Cirque Anglais.

### Cirque Franconi
Astley arrendó su circo parisino a Antonio Franconi en 1793, durante la Revolución Francesa. Debido al tamaño reducido del teatro de Astley, Franconi trasladó el circo al recinto de un antiguo Convento de las Capuchinas, donde construyó cuadras y un nuevo teatro.

### Cirque Olympique
En 1807, Franconi cedió su empresa a sus dos hijos, Laurent y Henri, quienes rebautizaron el teatro como Cirque Olympique. Al construirse la Rue de la Paix ese mismo año, se vieron obligados a mudarse de nuevo, a un nuevo teatro entre la rue du Mont-Thabor y la rue Saint-Honoré. Francois Delpont se lo alquiló. Fue inaugurado el 28 de diciembre de 1807. Los hermanos Franconi se vieron obligados a cerrarlo el 27 de mayo de 1816 debido a la construcción del Tesoro Público allí prevista.

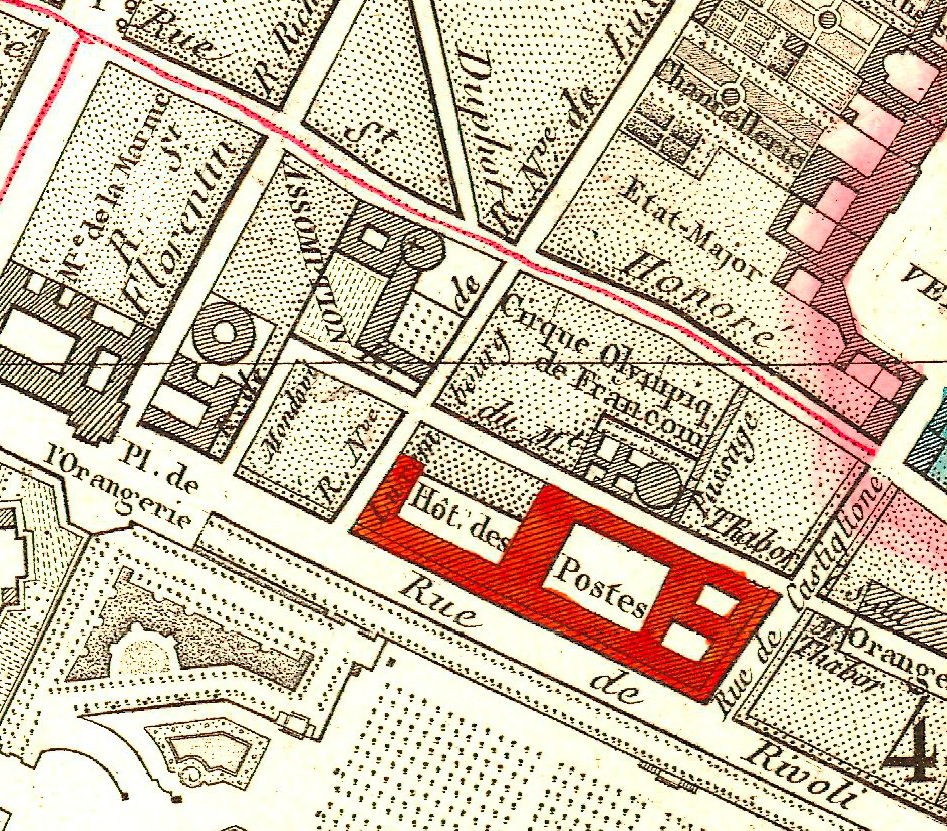
Cirque Olympique en el Mont Tabor en un mapa de París. (1814)
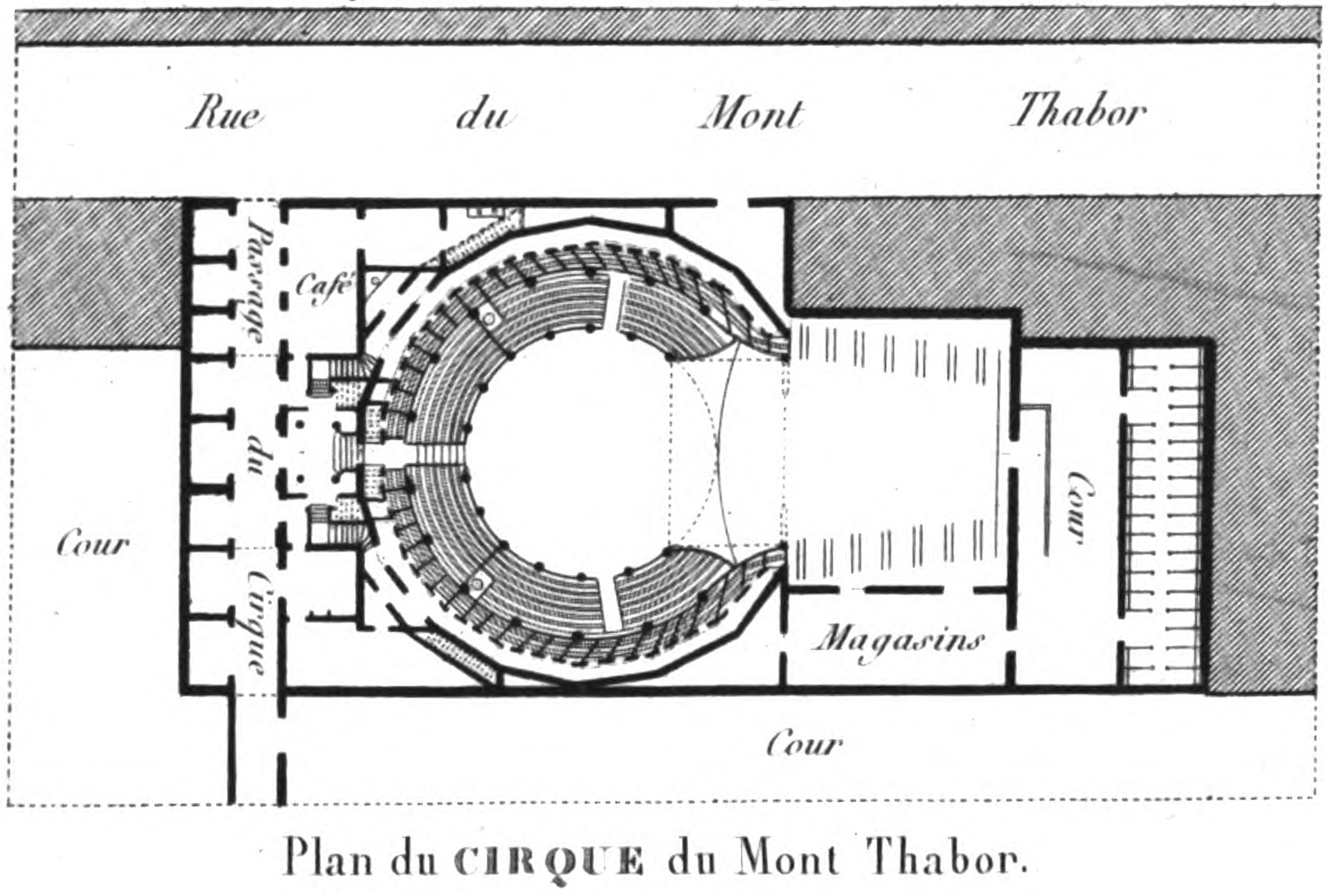
Plano del Cirque Olympique en el Mont Thabor por Alexis Donnet. (1821)
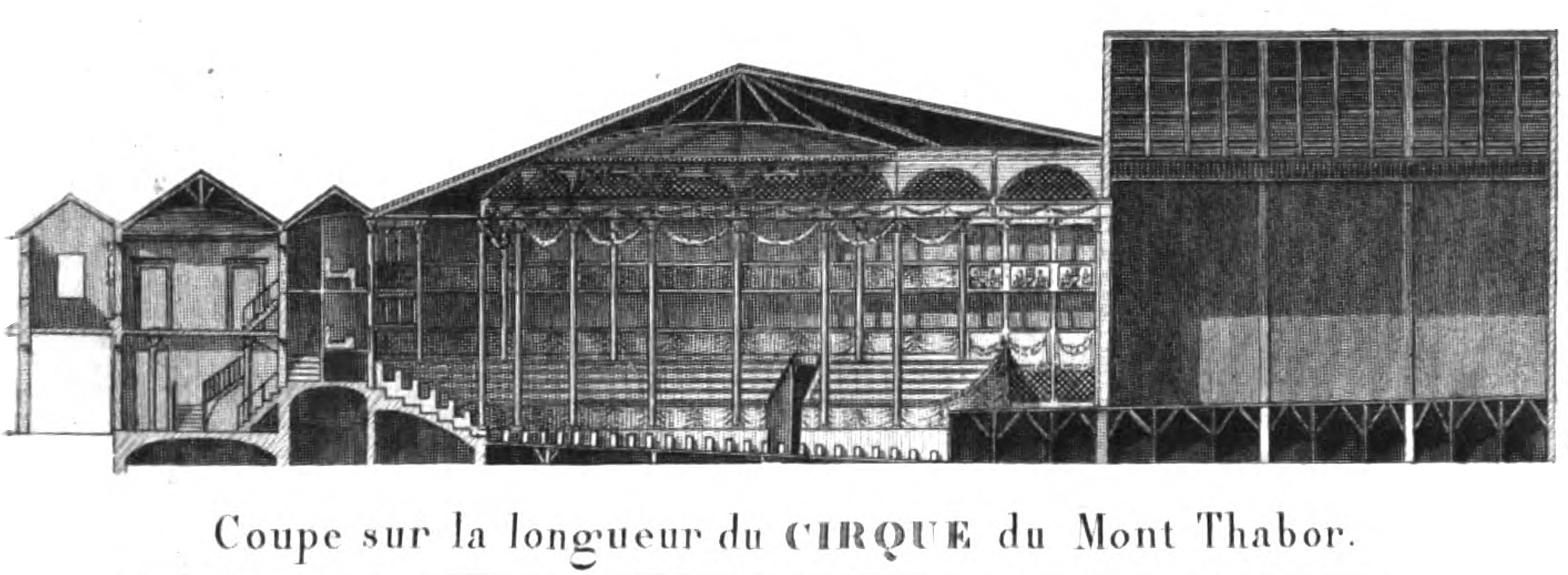
Corte longitudinal del Cirque Olympique en el Mont Thabor.

### Regreso al teatro de Astley
Los hermanos Franconi decidieron regresar al antiguo teatro de Astley en la rue du Faubourg du Temple, haciendo amplias reformas y modificaciones al edificio y su emplazamiento, y lo rebautizaron como Cirque Olympique. El nuevo teatro fue inaugurado el 8 de febrero de 1817. 

En la noche del 15 de marzo de 1826, tras la representación del melodrama en un acto L'incendie de Salins, que recreaba el incendio de Salins-les-Bains del 27 de julio de 1825, los efectos pirotécnicos provocaron un incendio que quemó el edificio hasta los cimientos.

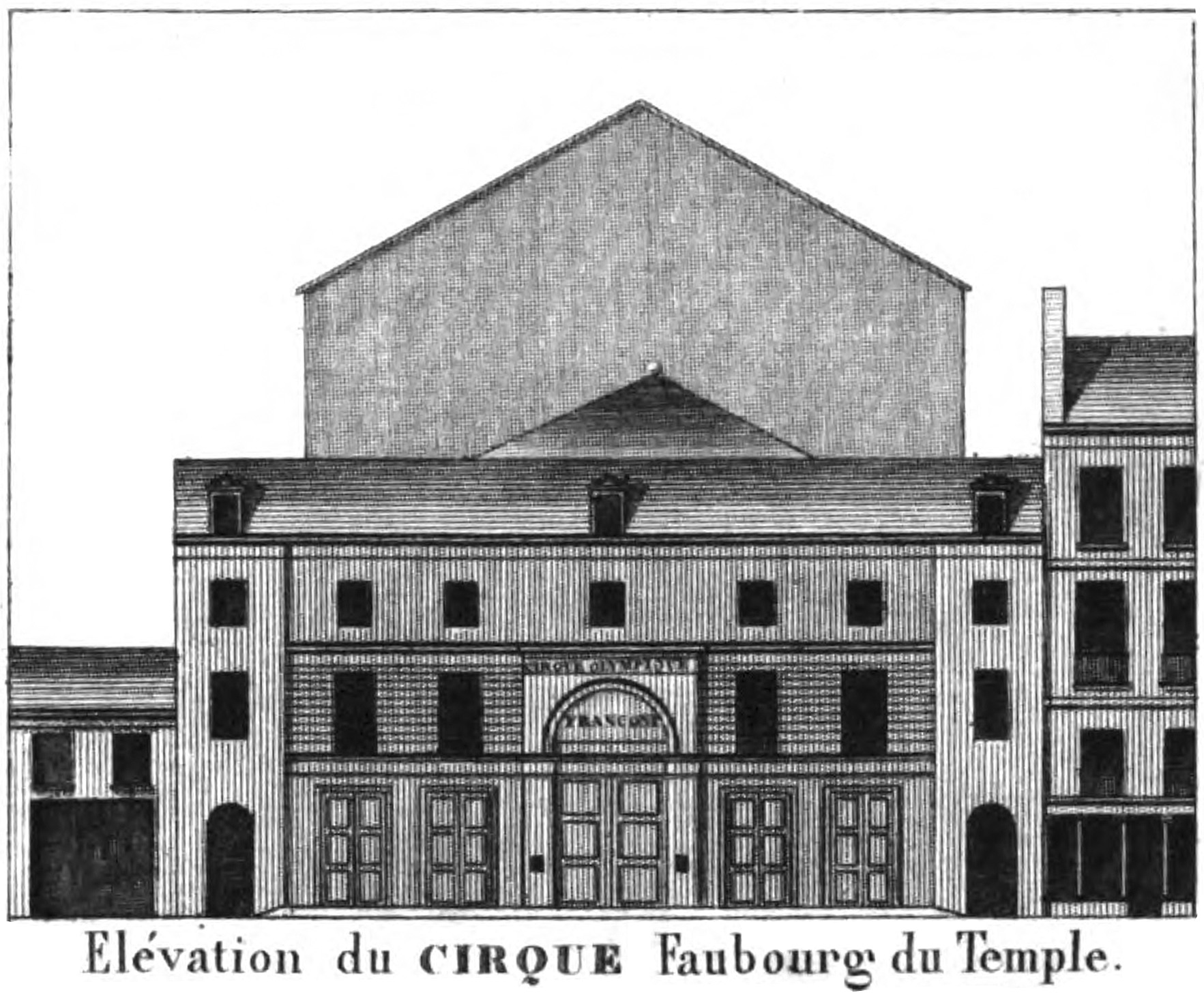
Fachada del Cirque Olympique en la rue Faubourg du Temple.
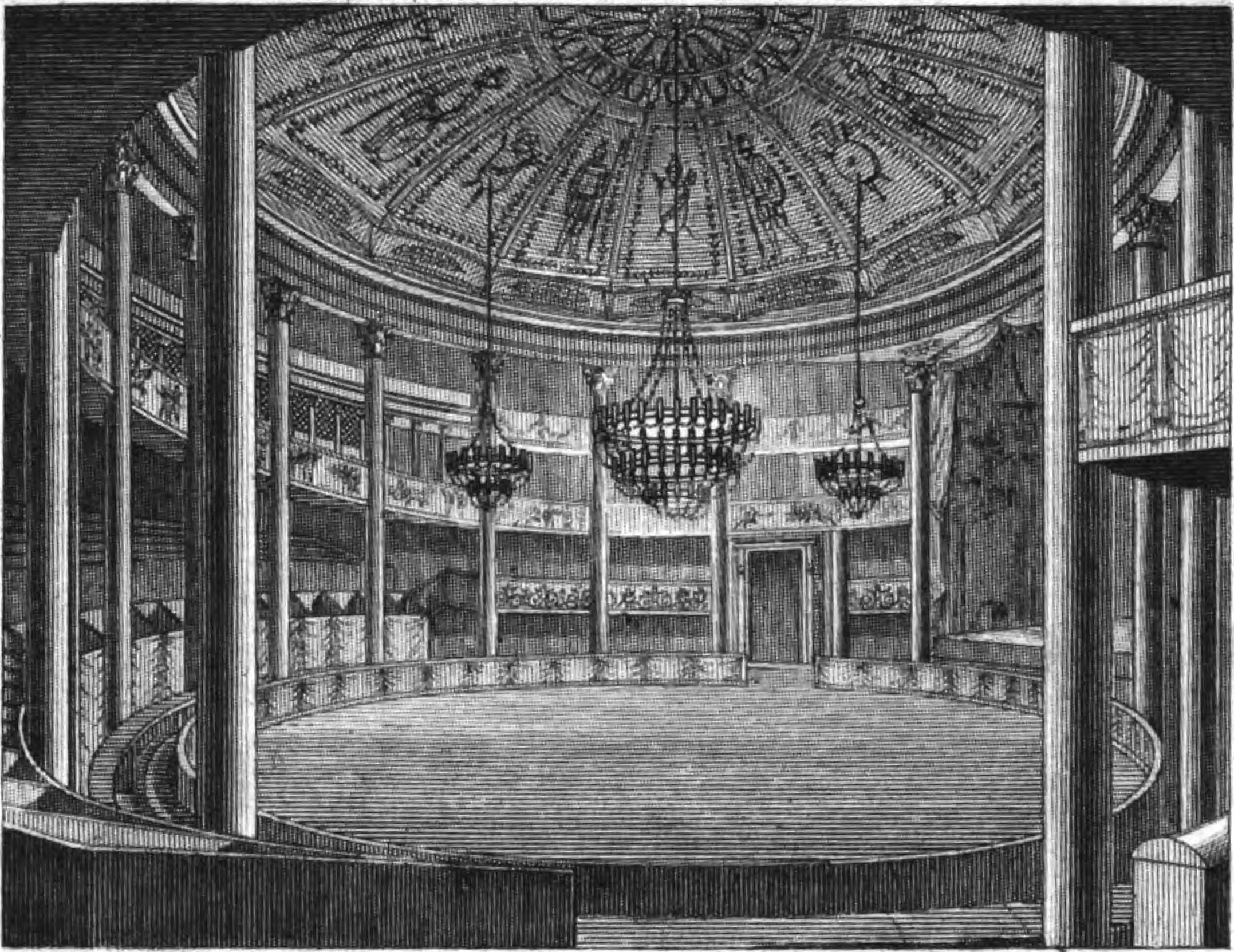
Interior del Cirque Olympique en la rue Faubourg du Temple.
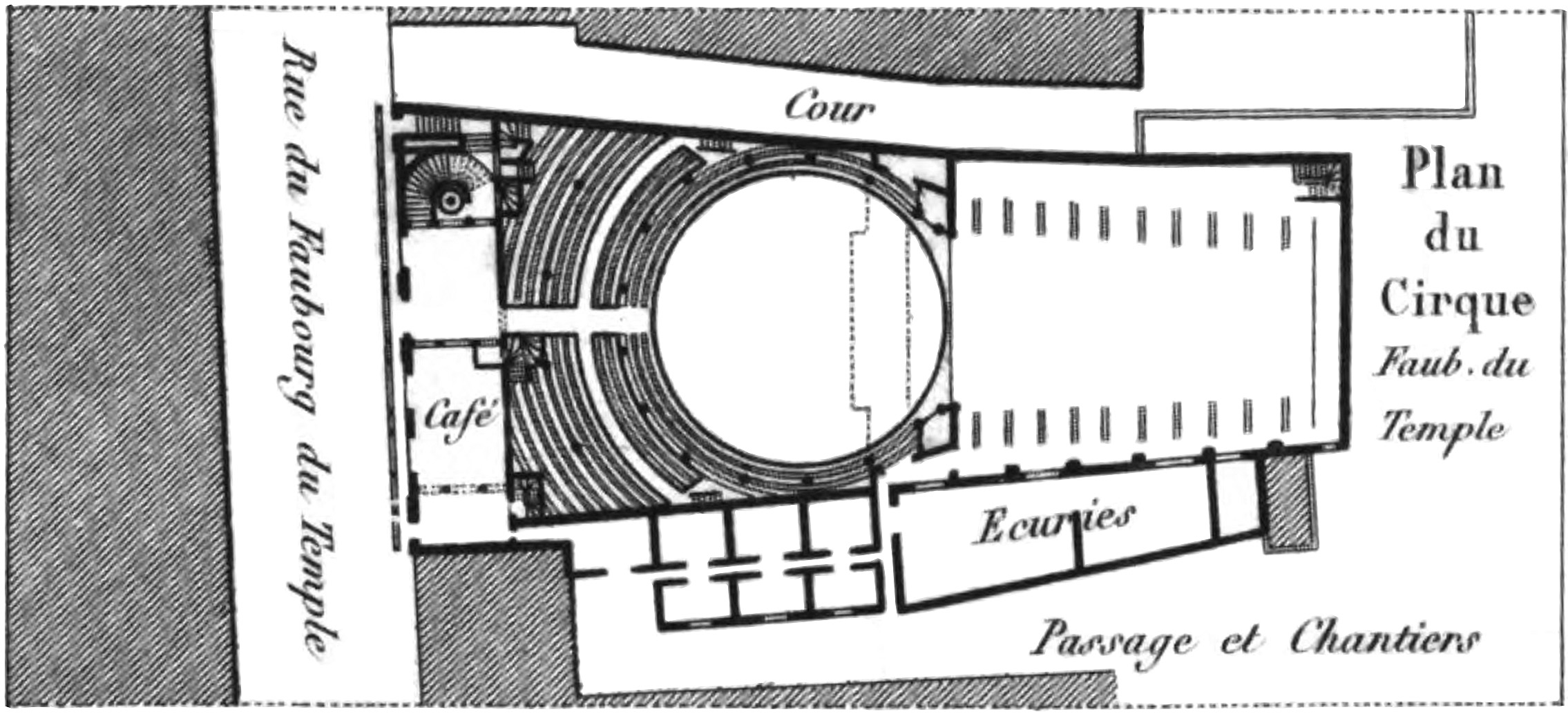
Plano del Cirque Olympique en la rue Faubourg du Temple.

### Cirque Olympique en el Boulevard du Temple

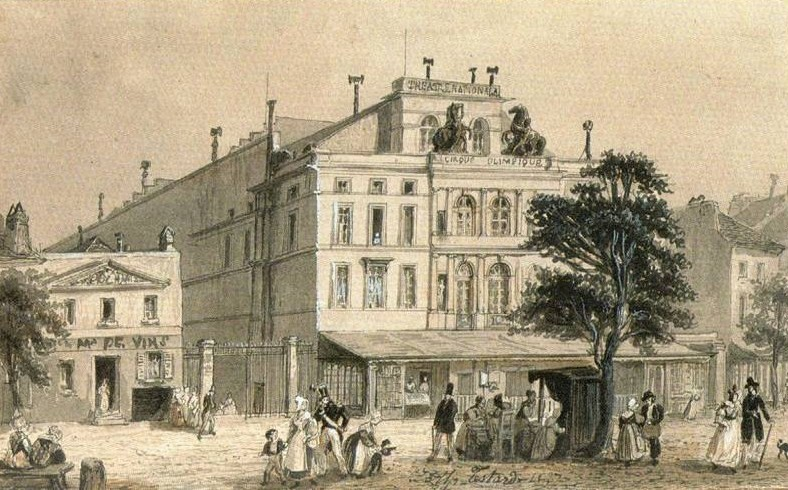
El Cirque Olympique en el bulevar du Temple. (1837)

Tras el incendio que destruyó el Cirque Olympique en la rue Faubourg du Temple, los hermanos Franconi se mudaron de nuevo, esta vez al Bulevar du Temple. Allí construyeron otro teatro, conocido igualmente como Cirque Olympique. El nuevo teatro, construido según el diseño del arquitecto francés Alexandre Bourla, fue inaugurado el 21 de marzo de 1827.  
Fue remodelado en 1847 por el arquitecto Louis Théodore Charpentier para la Ópera de París que lo ocupó del 18 de junio de 1844 hasta 1847. Hasta este momento se realizaban representaciones militares, pantomimas y dramas históricos sobre la historia de Francia. A partir de entonces fue conocido como Théâtre National hasta el 4 de julio de 1853, cuando se convirtió en el Théâtre du Cirque Impérial.
Fue demolido en 1862 con motivo de un proyecto de renovación urbana; y el entonces director, Hippolyte Hostein, trasladó el circo al Teatro del Châtelet.